# Sisena temporada de Supernatural
Aquesta és una llista d'episodis de la sisena temporada de la sèrie Supernatural que està composta per 22 episodis.
Aquesta va començar el 24 de setembre de 2010 i va finalitzar el 20 de maig de 2011.

## Argument
Tot comença un any després dels successos de la temporada anterior. Quan el Dean és atacat per alguna cosa desconeguda apareix en Sam salvant-lo, aviat s'adonen que els monstres són diferents i en Dean decideix deixar la seva vida "normal" i s'alia amb en Sam i el seu avi ressuscitat Samuel Campbell per descobrir què succeeix. Al llarg dels primers capítols es nota que Sam actua diferent i Dean comença a desconfiar i després de la cacera del Déu Verita (déu de la veritat), s'adonen que tenen un gran problema, Sam no té ànima.
Han de caçar alfes (el primer de cada espècie de monstre) i així el dimoni Crowley els retornarà l'ànima de Sam (aparentment ell va treure a Sam de l'infern, però després s'assabenten que en realitat va ser Castiel) però malgrat això Sam no vol la seva ànima, ja que això podria matar-lo perquè lucifer ha torturat la seva ànima en l'infern al llarg d'aquest any.

## Personatges principals
- Jared Paladecki com Sam Winchester
- Jensen Ackles com Dean Winchester
- Misha Collins com Castiel (12 episodis)

## Personatges recurrents
- Jim Beaver com Bobby Singer (12 episodis)
- Demori Barnes com a Arcàngel Sant Rafael(2 episodis)
- Lanette Ware com a Arcàngel Sant Rafael (2 episodis)
- Sebastian Roché com Balthazar (6 episodis)
- Mark Sheppard com Crowley (8 episodis)
- Julia Maxwell com Eva (3 episodis)

## Llista d'episodis
| # | Títol Original                                              | Emissió Original       | Audiència                  | Entitat Sobrenatural                                                                             |
| --- | ----------------------------------------------------------- | ---------------------- | -------------------------- | ------------------------------------------------------------------------------------------------ |
| 105 (6.1) | Exile on Main St.(Exili al Carrer Principal)                | 24 de setembre de 2010 | 2.90 Milions d'espectadors | Djinns (genis)                                                                                   |
| Un any després de la partida de Sam, Dean viu amb Lisa i el seu fill Ben, i ha renunciat a la caça. Coses misterioses comencen a ocórrer en el seu veïnat, i es veu forçat a tornar al món d'allò Supernatural. Sam rescata a Dean, li revela que va escapar de l'infern més o menys al mateix temps que Dean es va mudar amb Lisa, i li presenta a membres de la seva família que Dean ni tan sols sabia que existien: els Campbells, els cosins de la seva mare, liderats pel seu avi Samuel. Dean deixa a Lisa i Ben a casa de Bobby, per poder anar amb Sam a matar als Genis que estan turmentant a la gent propera a ell. Al final, Dean decideix seguir vivint amb Lisa i Ben, i li diu a Sam que es mantinguin en contacte. |                                                             |                        |                            |                                                                                                  |
| 106 (6.2) | Two and a Half Men(Dos Homes i Mitjà)                       | 1 d'octubre de 2010    | 2.33 Milions d'espectadors | Shapeshifter                                                                                     |
| Sam investiga un cas sobre bebès desapareguts i els pares dels quals han estat misteriosament assassinats. En una escena del crim, descobreix un bebè que ha estat deixat i truca a Dean perquè l'ajudi. Dean no vol deixar solos a Lisa i Ben, però finalment decideix trobar-se amb Sam, sorprenent-lo amb el paternal que s'ha tornat. Els germans li porten el bebè a Samuel, qui decideix criar-lo com un caçador, la qual cosa enfureix a Dean. Però abans de poder decidir el futur del bebè, un metamòrfic Shapeshifter irromp a la casa i segresta al bebè. El Metamòrfic era, aparentment, el pare de tots els Metamòrfics (el alpha), i era molt més fort que els altres. Samuel parla amb algú en secret per telèfon, i li promet que capturarà a l'Alpha. Després de perdre al bebè, Dean torna a casa de Lisa, i li diu que no està segur de si ha de quedar-se i protegir-la a ella i a Ben, o anar-se'n per assegurar-se que res els passi. Lisa li diu a Dean que marxi, però que torni a casa cada vegada que pugui. |                                                             |                        |                            |                                                                                                  |
| 107 (6.3) | The Third Man(El Tercer Home)                               | 8 d'octubre de 2010    | 2.16 Milions d'espectadors | Ángeles／Arcàngel Sant Rafael                                                                    |
| Sam i Dean truquen al Castiel perquè els ajudi mentre investiguen un cas sobre diverses morts d'oficials de policies, que aparentment han estat assassinats per les plagues d'Egipte. Castiel els diu que el bastó de Moises ha estat usat per matar als policies, i li diu als germans que al Cel s'està desenvolupant una guerra civil entre els àngels i que les armes de Déu han estat robades. Castiel tampoc sap qui va alliberar a Sam de la cel·la de Llucifer. Els tres descobreixen que els policies estaven relacionats amb l'assassinat d'un sospitós, Christopher Burch, i van a visitar al seu pare. En aquesta visita descobreixen que el pare no estava involucrat, però sí el germà menor de Christopher, Aaron. Aquest explica que havia resat per un càstig diví per als assassins del seu germà, i que un àngel va respondre donant-li el bastó a canvi de la seva ànima. Castiel dedueix que l'àngel responsable ha partit el bastó en trossos per donar-los-hi als humans a canvi de les seves ànimes. Per poder obtenir el nom d'aquest àngel, Castiel busca la marca dins d'Aaron i descobreix que va ser Balthazar (Estrella convidat Sebastian Roché) el que ho va fer. No obstant això, no és l'únic que coneix de les aventures de Balthazar. L'arcàngel Raphael també ho fa. Quan Castiel confronta a Balthazar en la seva residència, aquest li explica que ha abandonat el Cel i li agraeix a Castiel per haver causat la situació actual, Raphael apareix, i Balthazar abandona a Castiel perquè aquest arregli el desordre. Abans que Raphael mati a Castiel, Balthazar agafa i usa el que sembla un cristall blanc per convertir al recipient de Raphael en sal (aparentment el mateix que es va usar en l'esposa de Lot, quan aquesta va mirar la destrucció de Sodoma i Gomorra). Dean usa foc sagrat per atrapar a Balthazar i obligar-lo a tornar-li l'ànima a Aaron. Castiel allibera a Balthazar i tots dos àngels marxen sense oferir-li una explicació als germans. Després, Dean li pregunta a Sam el per què de les seves noves actituds, i creu que alguna cosa ha canviat en ell. Sam li assegura que es troba bé, però Dean segueix preocupat. |                                                             |                        |                            |                                                                                                  |
| 108 (6.4) | Weekend at Bobby's (Cap de setmana a casa de Bobby)         | 15 d'octubre de 2010   | 2.81 Milions d'espectadors | Dimonis de la Cruïlla／Hellhound／Lamia／Okami／Esperit Venjatiu                                 |
| Bobby convoca a Crowley perquè aquest li retorni la seva ànima, tal com van acordar en la fi de l'Apocalipsi. No obstant això, Crowley es nega i li diu que s'atindrà al tracte dels 10 anys. Bobby comença a esbrinar sobre l'origen de Crowley, i fins i tot atrapa i tortura a dimonis de l'Encreuament de Camins, perquè li diguin el seu veritable nom abans de convertir-se en un dimoni. Durant tot el cap de setmana, Bobby recolza als germans Winchester, i als altres caçadors. Ajuda al seu amic Rufus, un caçador, a cremar a un dimoni Okami Japonès, i s'enfronta a un agent del FBI que intenta arrestar a Rufus. Bobby, després d'adonar-se que el Okami ha sobreviscut i escapat, va a la seva casa i ho acaba. No obstant això, aquestes circumstàncies arruïnen la seva oportunitat d'iniciar una relació amb Mary, la seva veïna. Dean li comenta a Bobby sobre els canvis que ha percebut en Sam, però Bobby està distret per altres trucades. Quan Dean el renya per ser egoista i no escoltar-lo, Bobby li dona una reprimenda als dos germans, dient-los que ell té els seus propis problemes i que no sempre pot estar aquí per a ells. El dimoni de l'Encreuament de Camins li diu a Bobby que el veritable nom de Crowley és Fergus Macleod, i que és el Rei de l'Infern ara. Llavors, Bobby convoca al fill de Crowley, Gavin, qui porta molt temps mort, i crida a Crowley, amenaçant-lo perquè li retorni la seva ànima. Crowley es nega, fins que el propi Gavin li diu que li ha explicat a Bobby tot el que ha de saber-se d'ell. Crowley es disgusta però roman inamovible fins que Dean i Sam el truquen per dir-li que han trobat la seva tomba a Escòcia i ja han excavat per treure el seu cos i estan llests per cremar-lo. Crowley li retorna l'ànima a Bobby, i destrueix el seu contracte, i va a Escòcia per recollir les seves restes i situar-les en una altra part. Aquest capítol va ser dirigit per Jensen Ackles, qui interpreta a Dean Winchester. |                                                             |                        |                            |                                                                                                  |
| 109 (6.5) | Live Free or Twihard (Viu Lliure Fins al Crepuscle)         | 22 d'octubre de 2010   | Vampirs                    |                                                                                                  |
| Sam i Dean investiguen una sèrie de desaparicions de noies, les que comparteixen una cosa en comú: Són fan de Twilight (el terme twihard és amb el qual es defineix al grup de fans d'aquesta pel·lícula) S'adonen que les noies estan sent segrestades per vampirs locals, els qui aguaiten en un bar anomenat "La Rosa Negra". Sam permet que Dean sigui transformat en un vampir, sabent que Samuel té una cura. Dean s'infiltra en el niu i abans de poder matar el vampir cap del grup, el vampir Alpha els envia una visió telepática dels seus plans. Dean aconsegueix matar a cada vampir del niu, però el pitjor arriba quan beu la dolorosa cura i recorda que Sam va permetre que tot passés. |                                                             |                        |                            |                                                                                                  |
| 110 (6.6) | You Can't Handle the Truth(No Pots Manejar la Veritat)      | 29 d'octubre de 2010   | 2.47 Milions d'espectadors | Ángeles／Verita                                                                                  |
| Dean i Sam investiguen una sèrie de morts on les víctimes han sentit les pitjors veritats sobre si mateixos, la qual cosa els porta a cometre suïcidi. Dean està molt cautelós amb Sam, ara que recorda que aquest va permetre que el convertissin en vampir per poder enviar-lo al niu a investigar. L'encanteri també afecta a Dean, amb el que ell aprofita per interrogar a Sam, però aquest s'excusa a si mateix, dient que en el moment no sabia què fer i que li dol que Dean no confiï en ell. Com aparentment Sam ha dit la veritat, continuen caçant i descobreixen que Veritas, la deessa de la veritat, és la responsable de l'encanteri. Però les coses no van com les van planejar quan tots dos germans són capturats per Veritas, la que se sorprèn en veure que a Sam el seu encanteri no l'afecta i que li ha estat mentint a Dean tot el temps. |                                                             |                        |                            |                                                                                                  |
| 111 (6.7) | Family Matters(Coses de Família)                            | 5 de novembre de 2010  | 2.48 Milions d'espectadors | Dimoni de la Cruïlla／Ángeles／Dimonis／Vampirs                                                  |
| Dean li demana ajuda a Castiel per tractar d'esbrinar què és el que li passa a Sam, qui no pot dormir, ni sentir cap emoció que no sigui dolor físic. Castiel descobreix que l'ànima de Sam no està on hauria d'estar. Els Winchester descobreixen que Samuel va a anar a la caça del vampir Alpha. Després de torturar a aquesta criatura, Crowley apareix per revelar que Samuel treballa per a ell caçant criatures Alphas, i que va ser ell qui va treure a Sam de l'infern. Sam intenta matar a Samuel per haver-los traït i mentit, però Dean no ho permet. Samuel els diu que la seva única intenció és caçar als monstres, no fer-los mal als germans. Els germans es veuen obligats a seguir les ordres de Crowley, però Sam jura venjar-se. |                                                             |                        |                            |                                                                                                  |
| 112 (6.8) | All Dogs Go to Heaven(Tots els Gossos Van al Cel)           | 12 de novembre de 2010 | 2.09 Milions d'espectadors | Dimonis de la Cruïlla／Skinwalker                                                                |
| Sam i Dean investiguen per Crowley el que sembla uns assassinats causats per un home llop. Però resulta que el "Home llop" és en realitat un Skinwalker, interpretat per l'estrella convidada Andrew Rothenberg. Es transforma en gos i es venja dels enemics dels seus amos. Després de ser capturat, es converteix en humà i li diu a Sam i Dean que els Skinwalers alfa estan creant diversos humans que estan latents, per convertir als seus familiars quan rebin l'ordre. L'única manera de detenir un assassinat en massa és trobar i matar a l'Alfa. |                                                             |                        |                            |                                                                                                  |
| 113 (6.9) | Clap Your Hands If You Believe. (Si Creïs, Aplaudeix...)    | 19 de novembre de 2010 | 1.94 Milions d'espectadors | Fades／Leprechaun                                                                                |
| Els germans Winchester investiguen una sèrie de desaparicions en una petita ciutat que s'assemblen a les abduccions extraterrestres. Li pregunten al pare de la primera víctima el qual està convençut que el seu fill no tornarà. Mentre Sam observa els rellotges, Dean investiga on la gent ha anat desapareixent, i és aparentment segrestat per un OVNI. Dean és tornat hores més tard i es molesta en trobar a Sam passant la nit amb una groupie en lloc de buscar-lo a ell. Continuant, Dean comença a veure un home estrany que només ell pot veure i es troba amb una fada, Campaneta, però la mata ficant-la al microones. Dean intenta convèncer a Sam dels fets estranys, però Sam segueix sent escèptic. Els germans descobreixen en el Brennan una actitud sospitosa i Dean va a investigar la seva tenda, només per trobar fullets treballant en el seu interior. Sam li pregunta a Brennan per la veritat i li diu que va invocar a un follet (Leprechaun) fa dos mesos. El Leprechaun va fer un acord perquè els seus follets construeixin rellotges i salvin la seva tenda i la reputació, però el Leprechaun tindrà el seu primer fill a canvi. Dean ataca per error a un home i és arrestat. Sam va amb Brennan per desfer l'encanteri, però Brennan és assassinat pel follet, que resulta ser un freak de l'OVNI vist en tot l'episodi. Ell revela que va utilitzar el fals albirament d'Ovnis com a cobertura per a les activitats dels follets. El follet sent la falta de l'ànima de Sam i li fa una oferta per tornar-li, però Sam es nega i l'ataca. Mentre Sam lluita contra el follet, Dean baralla amb l'home estrany en la seva cel·la de detenció, que és un altre follet. Finalment, Sam tira sal davant el follet i llegeix l'encanteri per enviar a tots de tornada al seu lloc. Més tard Dean li pregunta a Sam si té dubtes respecte de recuperar la seva ànima, i Sam respon que no, però l'expressió del seu rostre diu el contrari. |                                                             |                        |                            |                                                                                                  |
| 114 (6.10) | Caged Heat(Calor Engabiada)                                 | 3 de desembre de 2010  | 2.15 Milions d'espectadors | Dimoni de la Cruïlla／Djinn／Ángeles／Rougarou／Shapeshifter／Dimonis／Vampir／Ghouls／Hellhound |
| Després de lliurar-li un altre monstre als dimonis de Crowley, Sam i Dean discuteixen sobre el que han de fer per aconseguir enganyar a Crowley i tenir l'ànima de Sam de tornada. Els germans són emboscats per Meg i alguns dels seus seguidors, els qui són fidels a Llucifer. Sam dedueix que Meg està fugint de Crowley, qui està caçant als dimonis fidels a Llucifer. Sam li proposa un tracte a Meg: l'ajudaran a matar a Crowley, a canvi que ella els ajudi a recuperar l'ànima de Sam. Meg diu que sí i Sam decideix assegurar-se per si els traeix, així que truca a Castiel, enganyant-lo perquè aparegui, i obligant-lo a treballar amb ells en la cerca d'informació. Eventualment, els germans arriben al lloc on tenen captius als vampirs, i són confrontats per Samuel, qui es nega a ajudar-los, doncs Crowley li ha promès tornar a la vida a la seva filla, la mare dels Winchester. Malgrat discutir-ho amb Dean, Samuel se segueix negant a ajudar els germans. No obstant això, canvia d'opinió i els diu als germans i a Castiel on està el dimoni que Crowley està torturant en aquests moments, per poder obtenir informació sobre el Purgatori. Mentre es preparen per a l'atac, Castiel els fa saber als germans que es troba preocupat per l'estat de l'ànima de Sam, la qual es troba tancada amb uns molt ociosos Llucifer i Miguel, els quals han degut venir atacant-la, de tal forma que de reunir-se amb el cos de Sam, el tornaria boig, o el mataria. Més tard, quan estan intentant entrar en el lloc, els dimonis de Meg són atacats per Hellhounds, i Meg es veu obligada a matar a les criatures per aconseguir-li temps als altres. No obstant això, Samuel ha traït als germans, traient a Castiel fora de l'edifici, i tancant als germans amb l'ajuda de Crowley. Quan Samuel arriba a l'habitació per explicar-se davant els germans, Dean li diu que quan surti, el matarà. Els dimonis s'emporten Dean a una habitació amb Guls famèlics. Mentrestant Sam es mossega per poder dibuixar amb la seva sang un parany per als dimonis que venen a per ell. Sam llavors troba a Dean i mata als Gulls, i després maten al dimoni que està controlant a Christian, qui estava torturant a Meg. Junts enganyen a Crowley perquè entri en el parany per a dimonis, on el dimoni els diu que obtenir l'ànima de Sam seria impossible, i que de poder fer-ho, ja estaria massa danyada. |                                                             |                        |                            |                                                                                                  |
| 115 (6.11) | Appointment In Samarra (Cita En Samarra)                    | 10 de desembre de 2010 | 2.24 Milions d'espectadors | Genet de l'Apocalipsi (Mort)／Parques／Ángeles／Ànima／Esperits                                  |
| Gràcies a un metge, Dean està temporalment mort d'una manera química controlada amb la finalitat de convocar a Tessa i a la mort, que apareix per la seva pròpia voluntat, per veure el que Dean vol. Dean li pregunta si pot recuperar l'ànima de Sam i reparar les parts corrompudes. Li explica al Dean que no és així de simple, la mort pot posar un mur al voltant dels records de l'infern, encara que el mur és un arranjament temporal. A canvi, la mort demana a Dean portar el seu anell per un dia; sense que Dean se'l tregui, perquè si l'acord es trenca, no aconseguirà l'ànima. Després, li explica el pla a Bobby i Sam, encara que Sam està secretament en desacord. Dean és acompanyat per Tessa per matar i collir diverses persones, encara que a Dean inicialment se li fa fàcil matar a un lladre armat i un home gros. També havia de matar a una nena de 12 anys amb problemes del cor. Dean es nega a fer-ho, i la noia comença a tenir una recuperació miraculosa. No obstant això, a causa del canvi en el "ordre natural", la infermera que se suposa que marxaria després de la cirurgia va a casa seva més aviat, i és aixafada en un accident. Dean es veu obligat a endur-se la seva ànima, i veu al marit de la infermera bevent alcohol i conduint. Dean intenta detenir a l'home, i es veu obligat a treure's l'anell de la Mort per detenir a l'home i evitar que es mati. Dean es posa l'anell una vegada més per endur-se a la nena, admetent que, encara que odia l'ordre natural, ha de ser respectat. Sam crida a l'àngel Balthazar en un intent de trobar la manera de mantenir la seva ànima fora del seu cos. Balthazar admet que hi ha un encanteri, però requereix matar el més proper a un pare. Ja que el pare de Sam havia mort, Bobby pot ser utilitzat però aquest intenta detenir-lo Finalment, Sam està a punt de matar a Bobby, però és detingut i colpejat per Dean. Al no estar segur de què fer amb Sam, Dean és sorprès per la Mort, que ha vingut a reclamar el seu anell. Ell li revela que encara recuperarà l'ànima de Sam (perquè va estar disposat a continuar l'ordre natural). La mort apareix amb l'ànima de Sam, la pren i demana que Sam no rasqui el mur que bloquejar els records de l'infern. La mort pren l'ànima i l'empeny dolorosament en el pit de Sam. Mentre, Dean observa com Sam es retorça i li suplica...                                   |                                                             |                        |                            |                                                                                                  |
| 116 (6.12) | Like a Virgin (Com una Verge)                               | 4 de febrer de 2011    | 2.30 Milions d'espectadors | Eve／Ángel／Drac／Purgatori                                                                      |
| Sam desperta amb la seva ànima novament. Pel que sembla no recorda ress, només que va saltar a la gàbia amb Llucifer i Miguel, però res més fins al moment en què va despertar. Dean decideix no dir-li res per no afeblir el mur mental col·locat per la Mort. Sam pressent que el seu germà li oculta alguna cosa, però quan li pregunta a Dean aquest només li diu que ara tot està bé i que ja ha acabat tot. Comencen a treballar en un nou cas on pel que sembla les verges estan sent segrestades. Després d'una cerca descobreixen que uns dracs estan darrere dels segrests. Dean troba la forma de combatre'ls però abans deu superar una prova en la qual deu mostrar les seves intencions. En un moment de la seva lluita amb els dracs Sam i Dean aconsegueixen un llibre fet amb pell humana i el porten al Bobby. Bobby tradueix una part i troba la paraula "Purgatori" i els comenta que són instruccions perquè alguna cosa nova ascendeixi a la terra. Alguna cosa que podria desencadenar esdeveniments catastròfics. |                                                             |                        |                            |                                                                                                  |
| 117 (6.13) | Unforgiven (Imperdonable)                                   | 11 de febrer de 2011   | 1.97 Milions d'espectadors | Aracne                                                                                           |
| Un estrany missatge de text arriba al mòbil del Sam i condueix als germans a un poble per investigar les desaparicions de dones. Sam comença a tenir flashbacks durant l'episodi i ens assabentem que ell va estar treballant en un cas al mateix poble fa un any juntament amb Samuel. Mentre els records del que va fer quan no tenia ànima turmenten a Sam, Dean comença la cerca. En acabar, Sam té el remordiment de les crueltats que va fer durant l'any quan de sobte convulsiona. La seva ànima crema recordant l'infern. |                                                             |                        |                            |                                                                                                  |
| 118 (6.14) | Mannequin 3: The Reckoning (Maniquí 3: La Redempció)        | 18 de febrer de 2011   | 2.25 Milions d'espectadors | Esperit                                                                                          |
| Després d'uns minuts Sam reacciona, ajup el cap i Dean li pregunta si ha tingut visions del succeït a l'infern. Davant el silenci de Sam es confirma i Dean li ordena no tractar de recordar. Els dos es dirigeixen a un poble on han estat ocorrent assassinats. El primer cadàver, pertanyent a un conserge, va ser trobat en un laboratori d'una universitat i el segon, un guàrdia de seguretat, en una petita empresa on misteriosament en totes les escenes del crim es trobaven ninots, els quals després se sap es trobaven posseïts pel fantasma d'una noia que vol venjança. Dean rep trucades d'en Ben, sobre una emergència, demanant-li ajuda. |                                                             |                        |                            |                                                                                                  |
| 119 (6.15) | The French Mistake (L'Error Francès)                        | 25 de febrer de 2011   | 2.18 milions d'espectadors | Ángeles／Arcàngel Sant Rafael                                                                    |
| Rafael llança un atac a Castiel i els seus aliats, l'enviament d'un assassí a sou angelical particularment alarmant darrere de Balthazar, Sam i Dean. En un esforç per protegir els germans, Balthazar els envia a un univers alternatiu on són les estrelles d'un programa de televisió anomenat "Supernatural" i són actors anomenats "Jensen Ackles" i "Jared Padalecki". Els germans es confonen quan Castiel sembla un actor feliç, addicte al twitter, anomenat Misha Collins i Sam està casat amb Ruby. |                                                             |                        |                            |                                                                                                  |
| 120 (6.16) | ...And Then There Were None (...I Llavors No Va quedar Cap) | 4 de març de 2011      | 2.14 milions d'espectadors | Mare de Tot／Cuc Posseïdor                                                                       |
| Eve (Eva), la Mare de Tot es troba a la Terra. Convenç a un camioner per fer-li una passejada, només per infectar-lo, i aquest acaba causant la mort de la seva esposa amb un martell. Dean, Sam i Bobby van a investigar només per veure a Rufus, que també està en la caça. Els quatre van a un magatzem on es troben Samuel Campbell amb la seva cosina Gwen. Aviat s'assabenten que un cuc entra en el cap de la gent, causant les morts i ara està en un d'ells. Dean s'infecta i mata a Gwen. Mentre pensen com matar a aquest cuc, Samuel fuig. Dean i Sam localitzen a Samuel qui ataca a Dean, i després Sam mata a Samuel. Tots esbrinen que Samuel no tenia el cuc dins quan Sam li va disparar. Quan Rufus i Bobby intenten obrir el cap de Samuel per obtenir el cuc, aquest es desperta i els ataca mentre els germans intentaven obrir la porta prèviament bloquejada per Samuel. Al final Samuel és electrocutat i el cuc se li escapa, així descobreixen que el cuc pot ser atacat mitjançant electricitat. Just a temps Sam i Dean entren a l'habitació. Tots estan d'acord per electrocutar-se entre si per saber qui té el cuc. Bobby el té i mata a Rufus amb un ganivet. Els germans capturen a Bobby i el torturen amb corrent fins que el cuc mor, però abans els deixa un missatge de Eve, que diu que tots moriran. Bobby, Sam i Dean enterren a Rufus i Bobby explica el seu passat amb ell mentre tira Whisky Johnnie Walker Blue Label, a la tomba de Rufus, la seva beguda favorita. |                                                             |                        |                            |                                                                                                  |
| 121 (6.17) | My Heart Will Go On (El meu Cor Seguirà Avanci)             | 15 d'abril de 2011     | TBA                        | Ángeles / Destino                                                                                |
| Sam i Dean se senten preocupats per com Bobby s'està prenent la mort de Rufus i l'obsessió que té per trobar a Eva. Bobby ha passat una setmana sense dormir i bevent whisky a més d'estar buscant alguna cosa que la pugui matar. Per evitar que els germans el segueixin molestant els envia a una missió on gent sense raó està morint. Tot apunta a una maledicció familiar, però descobreixen que és el "Destí" l'encarregat d'aquestes morts ja que són els supervivents de la tragèdia del Titanic que Castiel va manar a evitar per així poder dur a terme el pla ocult que té. En assabentar-se'n els germans que l'única forma de detenir al "Destí" és fent que el Titanic s'enfonsi, al final és Castiel qui torna tot a la normalitat, però de totes maneres segueix amb el pla per vèncer a Raphael. |                                                             |                        |                            |                                                                                                  |
| 122 (6.18) | Frontierland (Terra Fronterera)                             | 22 d'abril de 2011     | TBA                        | Fènix / Dimonis                                                                                  |
| Mentre busquen una forma de matar a Eva, Dean ensopega amb el diari de Samuel Colt a la biblioteca dels Campbell. En adonar-se que Samuel podria haver tingut la resposta als seus problemes, Sam i Dean li demanen a Castiel que els enviï cap enrere en el temps per així poder conèixer a l'home en persona. Mentre que Sam no està molt convençutde fer el temps, Dean està fora de si amb la idea d'anar al Far West. |                                                             |                        |                            |                                                                                                  |
| 123 (6.19) | Mommy Dearest (Benvolguda Mamà)                             | 29 d'abril de 2011     | 1.96 milions d'espectadors | Vampirs／Mare de tot／Shapeshifter／Jefferson Starships                                          |
| Llests per enfrontar a Eva amb les cendres del Fènix els germans juntament amb Bobby i Castiel es disposen a partir però no saben on trobar-la. Llavors, Castiel porta a una vampira que Sam i Dean van salvar fa molt temps. Ella els explica tot donant-los l'advertiment que Eva ho veu i ho escolta tot a través dels monstres, per la qual cosa ella els prega que la matin perquè no vol ser un perill per a la humanitat. Tots es traslladen a la ciutat on es troba Eva i comencen a investigar el que està succeint i el per què Castiel es queda sense poders. En arribar a un bar s'adonen que hi ha monstres híbrids, una mescla de vampirs i espectres. Després d'això són atrapats per la policia del poble, on els porten a la comissària i s'adonen que són monstres convertits per Eva. Els monstres tenen a dos ostatges que són uns nens i ells prenen la decisió de portar-los a la casa del seu oncle. Mentre, Bobby i Castiel segueixen interrogant al monstre sobre on està Eva. Aquest no diu res fins que Castiel li demana a Bobby un temps tot sol i el fa parlar. Cadascun pren una bala amb cendres del fenix i van al cau d'Eva. Els germans decideixen entrar solos però són esperats i sotmesos per Eva i els seus fills. Ella li explica una mica el que està passant i que Crowley no està realment mort, que el veritable pla que té ella és la creació mestra d'un monstre per acabar amb el món. Eent aquests nens que van salvar els primers. Després els diu que per no matar-los treballin per a ella i capturin a Crowley, però Dean diu que és millor morir que ajudar-los. Eva decideix convertir a Dean i el mossega però aquest abans havia ingerit les cendres del fènix mitjançant un got de whisky per barrejar-la amb la seva sang i aconsegueix matar a Eva. Castiel recupera els seus poders i mata als monstres que estan en el cau i decideixen anar a assassinar aquests nens que van salvar però se'ls han avançat els dimonis. Al final apareix Crowley dient-li a Castiel que ja s'està cansant de netejar els seus desastres. |                                                             |                        |                            |                                                                                                  |
| 124 (6.20) | The Man Who Would be King (L'Home Que Va poder Ser Rei)     | 6 de maig de 2011      | TBA                        | Dimoni de la Cruïlla／Ángeles                                                                    |
| Castiel els explica a Sam, Dean i a Bobby diversos detalls que encara no coneixien sobre aquesta guerra divina, i també l'origen del fet que va convertir a ell i a Rafael en enemics. Després d'escoltar la història, Bobby creu que Castiel continua ocultant alguna cosa, i li transmet els seus dubtes als germans. Sam dubta, però Dean es nega a creure-ho, i es manté del seu costat. Fins que Castiel els diu que treballa amb Crowley. Després, es veu a Castiel demanar un senyal a Déu que li indiqui que està en el bon camí. |                                                             |                        |                            |                                                                                                  |
| 125 (6.21) | Let It Bleed (Deixa-ho Sagnar)                              | 20 de maig de 2011     | TBA                        | Dimoni de la Cruïlla／Ángeles                                                                    |
| Un dimoni segresta a Ben (l'estrella convidada Nicholas Elia) i Lisa (l'estrella convidada Cindy Sampson) per arribar a Dean. Sam i Dean es veuen obligats a unir-se a un aliat poc probable per alliberar-los. Mentrestant, Bobby descobreix que en una sessió de màgia negra el famós escriptor H. P. Lovecraft obre una porta al Purgatori i un ésser d'allí creua a aquesta dimensió. Resulta ser Eleanor, una vella coneguda de Bobby. Aquest li adverteix que Castiel la buscarà, i li suggereix mantenir-se fora del seu abast. Dean troba a Ben i a Lisa, la qual Crowley ha convertit en un dimoni, en la lluita Dean llança aigua beneïda a Lisa i deixa anar a Ben, clavant-se un punyal per acabar amb el cos d'aquesta. Dean expulsa el dimoni que està dins de Lisa i aquesta cau inconscient, Dean demana a Ben que prengui l'escopeta i li dispari a tot el que es mogui mentre càrrega a la seva mare cap a la part de fora, en el camí escolten la veu de Sam que ha estat tancat i l'alliberen. Després a l'hospital s'apareix Castiel a l'habitació de recuperació de Lisa i Dean li diu que Lisa està morint, aquest la salva i Dean li demana que esborri la memòria d'ella i de Ben, més tard Dean els diu que va ser amb qui ells van xocar en l'accident i els demana disculpes i s'alegra que estiguin bé els dos, més tard Eleanor surt de la cabanya i és interceptada per Castiel que arriba en aquest moment, li posa la mà en l'espatlla i tots dos desapareixen. |                                                             |                        |                            |                                                                                                  |
| 126 (6.22) | The Man Who Knew Too Much (L'Home Que Sabia Massa)          | 20 de maig de 2011     | TBA                        | Dimoni de la Cruïlla／Ángeles／Ànimes / El nou Déu                                               |
| EL mur s'esfondra en el cap de Sam i tot l'infern es deslliga. Dean i Bobby es troben, per una vegada, en una pèrdua total sobre la forma d'ajudar-lo i es veuen obligats a mantenir-se al marge i no fer res mentre Sam es perd. La batalla pel cel arriba a la terra. Castiel enganya a Raphael absorbint totes les ànimes del Purgatori, i el destrueix i es converteix en el nou Déu. La temporada acaba amb un intent fallit d'assassinat per part de Sam a Castiel. |                                                             |                        |                            |                                                                                                  |